# Béatrice Neetens
Béatrice Neetens (Aalst, 18 juni 1957 - aldaar, 14 juni 2020) was een glaskunstenaar.
Zij was de vijfde van een dynastie glaskunstenaars, de familie Coffo. Ondanks de start van haar studie, Bachelor in de farmacie aan de Universiteit Gent, waren de bezoeken aan het glasatelier van haar oom Theo Coffo, een kantelpunt in haar loopbaan. Hier leerde zij ongedwongen het metier en groeide haar fascinatie voor de glaskunst. Een discipline die ze haar ganse leven met passie zou uitdragen en waar zij, in de traditie van het metier, steeds naar vernieuwing zocht.

## Studies
- Bachelor Farmacie Universiteit Gent
- Studeerde tekenen en schilderen aan het Hoger Instituut Sint-Lucas Brussel en aan de Academie voor Schone Kunsten Aalst

## Situering
Haar werk wordt gekenmerkt door een sterke lijnvoering waarbij het lood, dat het glas omgrenst, zich zowel lineair als lyrisch in het beeldvlak beweegt. Waardoor het werk niet als statisch wordt ervaren en dat de delicate sierlijkheid van Neetens hand, haar vrouwelijke sensitiviteit en gevoeligheid, verwoord. Eigenschappen die sterk in haar verankert waren als persoon. Ook de melancholische helderheid die haar werken uitademen en vaak refereren naar de organische en plantaardige wereld van de late art nouveau. Omstreeks 2010 maakte ze terug een aantal schilderijen waar de vergankelijkheid van de natuur en planten duidelijk een aanvullend thema waren. 
Sommige werken tonen een grote affectie met het modernisme en de glasraamkunst van het interbellum van de late jaren 1930. Haar liefde voor de poëzie van de Antwerpse dichter Paul van Ostaijen en diens grensverleggende literaire en typografische vormgeving, zoals in zijn dichtbundel ´Bezette Stad´, ligt wellicht hier aan de grondslag. Dit werd nog versterkt door de integratie van gerecupereerd industrieel glas, uit de naoorlogse periode, in haar glaswerken. Het legde de basis van een eigen, uitgepuurde vormentaal die aansluiting zocht bij de openheid en esthetiek van de hedendaagse architectuur en de verworvenheden van de eigentijdse beeldende kunst.
Béatrice Neetens volgde de hedendaagse beeldende kunst van zeer nabij. Ook de nieuwe internationale stromingen, binnen het theater, dans en performance, (Wim Vandekeybus, Pina Bausch, Merce Cunningham), werden een noodzakelijke voedingsbodem voor vernieuwing in haar werk. En dit voor een ambacht waar het glasraam als klassiek en vaak als een traditioneel medium werd beschouwd. 
Opmerkelijk is dat sommige vlakken in het glasraam bijna onmerkbaar open zijn gelaten, niet ingevuld, waardoor de toeschouwer misleid wordt in zijn perceptie van het werk. Het begrip transparantie is hier tastbaar en op zijn plaats. Hierdoor ervaart men gevoelsmatig een openheid en een artistieke vrijheid die ruimtelijk wordt vertaald. Waardoor het gegeven van een ´werk in glas´ door Neetens geherdefinieerd wordt.
Werken met glas is werken met licht. Zij was zich zeer bewust van de invloed van het wisselende licht en het beoogde resultaat van dit materiaal in de natuurlijke en architecturale omgeving. Haar glaswerken beschouwde ze als een esthetische transit zone, een doorzichtige, hybride, glanzende poort tussen toeschouwer en de werkelijkheid die hen omringden. Dit resulteerde in ruimtelijke glassculpturen die autonoom hun plaats vonden in de publieke ruimte en tentoonstellingen. 

## Citaat
Beatrice Neetens is een jonge kunstenares die met oven en glas werkt en speelt. Haar werk behoort tot het modern design en is sterk gestileerd. Een samenspel van glas en lood zou je kunnen zeggen.
- JM Heyman

Het vernieuwende in de composities van Béatrice Neetens animeert een speelse maar tevens bedachtzame structuur en nestelt zich met welbehagen in het labyrint van de tridimensionaliteit.
- Hugo Brutin 2005

## Werk in permanentie
- Galerie Amaryllis Brussel
- Galerie ID+Art, Hamme
- Kunst in Huis

## Individuele tentoonstellingen (sinds 1999)
- Jacobs Jordaenshuis Antwerpen 1999.
- Provinciehuis Den Haag Nederland 2000, 2004.
- Prijs De Rank, School De Horizon Aalst België 2002.
- Justitiehuis Brugge België 2008.
- Transparant, CC De Werf Aalst België 2010.
- Galerie Wijland Koksijde België 2011.

## Groepstentoonstellingen (sinds 1998)
- Demetshuis Wielsbeke België 1998.

- Biblioteca Classense, Ravenna Italië 1998.
- Cultureel Centrum Delft Nederland 1998.
- Beeld 99, Sittard Nederland 1999.
- Biënnale Hedendaagse Kunst, Aalter België 1999, 2001, 2003, 2005, 2007, 2009, 2011.
- Ministerie van Onderwijs, Cultuur & Wetenschappen Zoetermeer Nederland 1999.
- Regarding Ensor, Stedelijke Galerie Krakau Polen 2000.
- Kunst in het Geuzenhuis, Gent België 2001.
- Binding, Dekenale Kerk Hamme België 2003.
- Grensverleggend, Atelier Van Sande Aalst België 2004.
- Integratie 'Life', Crematorium Westlede, Lochristi België 2005.
- Salon Aalst, CC De Werf, Aalst België 2006.
- Trends, Sint-Barbarakerk Gent (in samenwerking SMAK) België 2006.
- Salon Aalst, Sint-Martinuskerk Aalst België 2008.
- De Draad van Ariadne, id+Art Hamme België 2009.
- Art Transfo, Zwevegem België 2010, 2013.
- Beeldend Glas, id+Art, Maaltebruggekasteel Gent België 2012.
- Glas-Helder, id+Art Hamme België 2014.
- Glas-Helder, Galerie De Ouverture Cadzand Nederland 2014.

## Werken in Collectie
- Ministerie van Onderwijs, cultuur & Wetenschappen Den Haag Nederland.
- Schoolgebouw Erembodegem België.
- Home Ten Bosse Deinze België.
- Justitiepaleis Oostende België.
- Château d'Armentières Frankrijk.
- Justitiepaleis II, Kortrijk België,
- Crematorium Westlede, Lochristi (Schuurgebouw) België.
- Justitiegebouw Brugge België.
- Kantoorgebouw FDP Namêche België.
- CC De Werf Aalst België.